# Patof voyage
Patof voyage est une série télévisée québécoise pour enfants enregistrée en public, diffusée du 30 août 1976 au 11 mars 1977 sur le réseau TVA en après-midi, puis rediffusée le samedi matin, de 1978 à 1979.

## Synopsis
Ayant cédé les droits du personnage de Patof à Télé-Métropole pour un contrat d'émissions de deux ans fermes, Jacques Desrosiers se voit confier en 1976 l'animation d'une nouvelle émission. Patofville devient ainsi Patof voyage.
Pour se renouveler, tout comme on l'avait fait avec Patof pour Le Capitaine Bonhomme, la marionnette Monsieur Tranquille (Roger Giguère) fait son apparition.
Le concept de la série consiste à présenter à chaque nouvel épisode un « exploit » de Patof, généralement réalisé en extérieur avec un cascadeur maquillé et costumé comme Patof. Toutefois, alors que la popularité de Tranquille grandit rapidement, il finit par prendre autant de place que Patof. Les tournages en extérieur sont progressivement remplacés par des interprétations de chansons tirées de l'album de Tranquille, jusqu'à ce qu'il obtienne finalement sa propre émission. La seule et unique saison de Patof voyage prend prématurément fin le 11 mars 1977 et est rediffusée en reprises jusqu'en 1979 sur certaines stations régionales du réseau.
À l'automne 1977, Desrosiers revient à l'antenne dans la série Monsieur Tranquille, incarnant le personnage d'Eugène. Cependant, l'émission ne connaît pas le succès escompté. Par conséquent, lors de la saison suivante, une nouvelle formule est mise en place avec Tranquille et un autre comédien, Yvon Dufour. 
La nouvelle émission intitulée Le Monde de Monsieur Tranquille ne parvient pas à séduire le public et elle ne dure qu'une saison. Ainsi, cela marque la fin d'une longue tradition télévisuelle à Télé-Métropole, débutée 17 ans auparavant avec Le Capitaine Bonhomme, et également la fin du clown Patof à la télévision.

## Fiche technique
- Titre : Patof voyage
- Réalisation : Roger Legault (1976), Claude Colbert (1977)
- Recherche : Claude Leclerc
- Générique : instrumental inconnu (1976), adaptation de Cuckoo's Waltz (1977)
- Production : Télé-Métropole
- Durée : ? × 30 minutes
- Dates de diffusion :  Québec septembre 1976-11 mars 1977

## Distribution
- Pierre Bourque : Bricoleur
- Jacques Desrosiers : Patof
- Gaby Gendron : Gymnaste
- Marcel Giguère : Bruiteur
- Roger Giguère : Fafouin, Monsieur Tranquille, Midas
- Éric Mérinat : Bricoleur

## Discographie

### Albums
| Année | Album                                     | Étiquette          | Classement | Notes                        |
| ----- | ----------------------------------------- | ------------------ | ---------- | ---------------------------- |
| 1976  | Super Patof                               | Campus             | —          |                              |
| 1977  | Monsieur Tranquille – Faut pas m'chercher | Les disques P.A.X. | no 3       | Album de Monsieur Tranquille |

### Simples
| Année | Simple                                                                | Étiquette               | Classement | Notes |
| ----- | --------------------------------------------------------------------- | ----------------------- | ---------- | --- |
| 1976  | Faut pas me chercher (Patof et Monsieur Tranquille) – Mon ami Pierrot | Jades                   | — —        | |
| 1977  | Madame Thibault – Faut pas m'chercher                                 | Les Disques P.A.X. inc. | no 1 —     | |
| 1977  | Madame Thibault (version disco) – Madame Thibault (version disco)     | Les Disques P.A.X. inc. | — —        | 45 tours 12 po; Durée : 6:47; Tempo : 112 mesures par minute; Mixé par Mike Delaney au Studio Six Montréal |

### Compilation
| Année | Album                                    | Étiquette           | Classement | Notes |
| ----- | ---------------------------------------- | ------------------- | ---------- | ----- |
| 1977  | 20 grands succès de Patof, Fafouin, Itof | Télé-Métropole Inc. | —          |       |

Voir les discographies de Jacques Desrosiers et Roger Giguère.

## DVD
- 2011 Bonjour Patof (Musicor Produits Spéciaux)

## Guide des épisodes retrouvés
- La natation (1976) : En compagnie de Fafouin, Patof se mesure au champion junior du Québec. L'épisode se termine avec la chanson L'éléphant Tic-Tac.

- Le ski nautique (1976)  : Patof fait du ski nautique et accomplit quelques acrobaties.  L'épisode se termine avec la chanson Mon amie Léonie.

- La magie (1976) : Patof présente aux enfants un numéro composé de plusieurs tours de magie.  L'épisode se termine avec la chanson Je suis un clown.

- Ma souris Mélanie (1976) : Patof nous parle du fromage, le met préféré de la souris Mélanie. L'épisode se termine avec la chanson Ma souris Mélanie.

- Le mini-golf (1977) : Patof réalise une partie parfaite au mini-golf.  L'épisode se termine avec la chanson Mon ami Pierrot.

- Ça va pas dans l'soulier? (1977) : Monsieur Tranquille interprète Ça va pas dans l'soulier. L'épisode se termine avec la chanson Le monstre.

- Faut pas me chercher (enr. 27 février 1977, diffusé originellement le 10 mars 1977)[2] : Patof interprète Faut pas me chercher en compagnie de Monsieur Tranquille. Il s'agit de l'avant-dernier épisode de la série, précédant le « Gala Monstritas ». L'épisode se termine avec la chanson Super Patof.

- Le Gala Monstritas (enr. 27 février 1977, diffusé originellement le 11 mars 1977) : finale de la série, des trophées sont attribués aux meilleurs dessins et au plus monstrueux des monstres. Monsieur Tranquille interprète Madame Thibault et reçoit un disque d'or pour son 45 tours. Patof interprète deux chansons : Mon ami Pierrot et Quand Patof voyage.